# Coffeeshop Company
A Coffeeshop Company egy osztrák családi vállalkozás, a Schärf Csoport tagja. Pozícionálás szempontjából elegáns láncnak tudható, fő specializációja a magas minőségű eszpresszó. Hangulatilag a bécsi kávéházi kultúrát tekintik mérvadónak. A vállalat franchise hálózatot működtet, így többek között jelen van az Amerikai Egyesült Államokban, Ausztriában, Azerbajdzsánban, Bulgáriában, Csehországban, Egyiptomban, Észak-Macedóniában, Horvátországban, Iránban, Lengyelországban, Magyarországon, Marokkóban, Mexikóban, Németországban, Oroszországban, Örményországban, Törökországban, Szlovákiában és Szlovéniában. Összesen 28 országban van jelen, majdnem 300 egységgel.

## Története

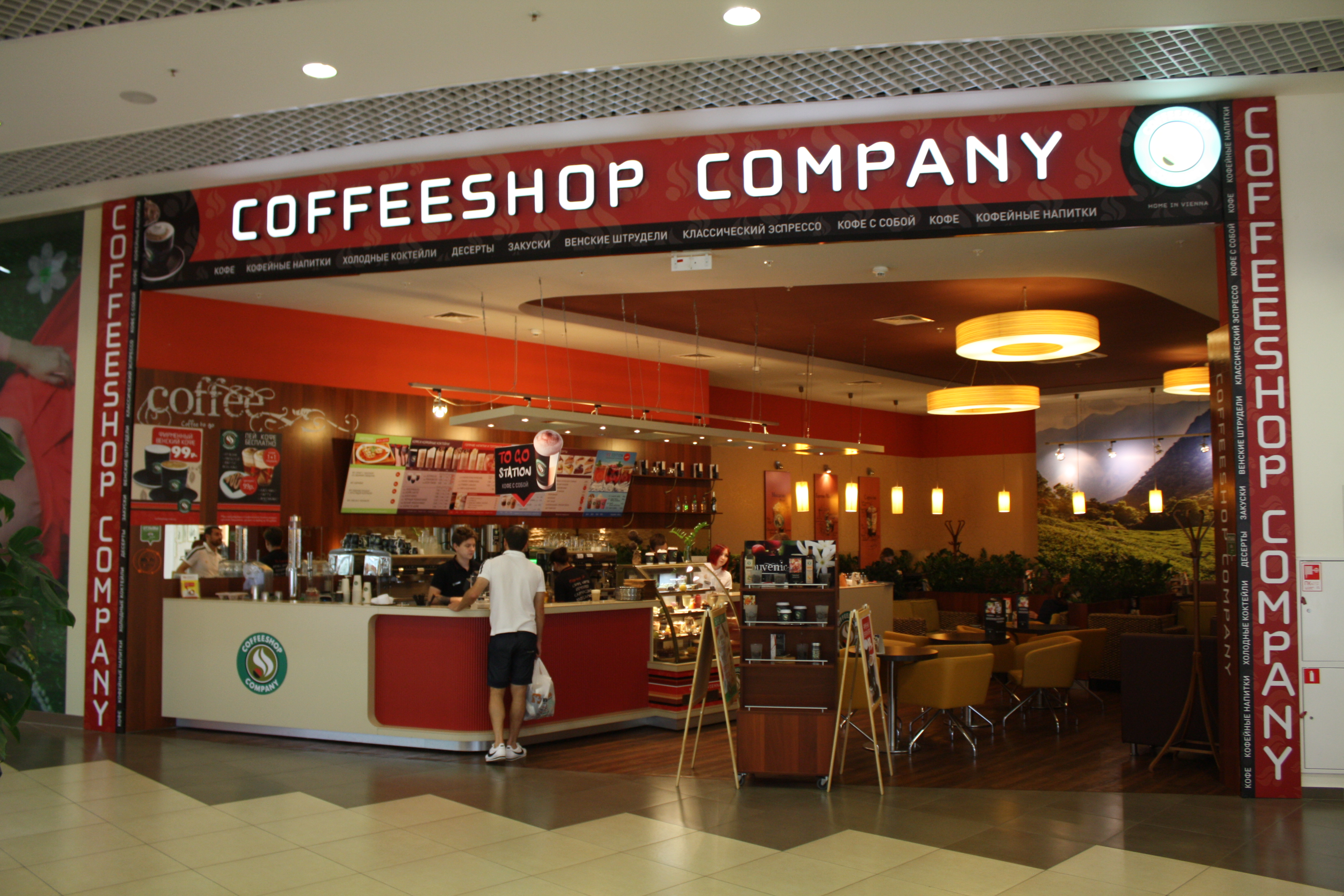
Egy kávézó Oroszországban

A Coffeeshop Company 1999 lett alapítva a  Schärf Csoport tagjaként. Még ebben az évben megnyitotta az első egységét Bécsben. A vállalati logón látható szolgen is, a Home In Vienna, vagyis magyarul Otthon Bécsett, ezen első üzletre utal. A Coffeeshop Company 2001-ben vált önálló céggé aSchärf Csoporton belül.
2004 óta terjeszkedik a háló elsősorban az Európai Unió új tagországaiban, illetve a közel-keleti muszlim országokban. 2008-ban Szentpétervárott is megjelent a lánc.
2018 októbere óta a vállalat együttműködik a bécsi Kunsthistorisches Múzeummal is. Ennek keretében a Coffeeshop Company kávézóban szerte a világban megtekinthetőek a  múzeumban kiállított alkotások magas minőségű másolatai.
2020 áprilisában a tőzsdén jegyzett magyar Cyberg Corp. Nyrt. bejelentette, hogy részesedést kíván vásárolni a vállalatban.